# Red Red Wine
Red Red Wine – piosenka z 1967 roku, napisana i pierwotnie nagrana przez Neila Diamonda. Słowa są śpiewane z perspektywy człowieka, dla którego jedynym sposobem na zapomnienie o swej niedoli jest tytułowe czerwone wino.
W roku 1983 brytyjska formacja UB40 nagrała własną wersję piosenki. W sierpniu tego samego roku, została wydana na singlu. Pięć lat później, w 1988 roku kompozycja została ponownie wydana na małej płycie w USA, zajmując pierwsze miejsce na liście Billboard Hot 100.

## Wersja UB40

### Pozycje na listach przebojów
| Lista (1984)                          | Najwyższa pozycja |
| ------------------------------------- | ----------------- |
| Australia (ARIA)                      | 2                 |
| Austria (Ö3 Top 40)                   | 5                 |
| Kanada (RPM)                          | 2                 |
| Niemcy (Media Control Charts)         | 12                |
| Irlandia (IRMA)                       | 1                 |
| Holandia (Dutch Top 40)               | 1                 |
| Nowa Zelandia (RIANZ)                 | 1                 |
| Norwegia (VG-Lista)                   | 10                |
| Szwecja (Sverigetopplistan)           | 14                |
| Szwajcaria (Schweizer Hitparade)      | 8                 |
| Stany Zjednoczone (Billboard Hot 100) | 1                 |
| Wielka Brytania (UK Singles Chart)    | 1                 |

| Lista (1988)                          | Najwyższa pozycja |
| ------------------------------------- | ----------------- |
| Stany Zjednoczone (Billboard Hot 100) | 1                 |